# Saint-Martin-sur-Oust
Pour les articles homonymes, voir Saint-Martin.
Saint-Martin-sur-Oust [sɛ̃ maʁtɛ̃ syʁ ust], dénommée antérieurement Saint-Martin, est une commune française située dans le département du Morbihan, en région Bretagne.
Décrivant la localité aux alentours de 1980, Jean Rolin écrit : « Saint-Martin-sur-Oust, Morbihan, est par sa banalité même, sa banalité absolue, un endroit très remarquable, quelque chose comme la quintessence de la France profonde. »

## Géographie

### Situation
| Saint-Laurent-sur-Oust | Ruffiac               | Saint-Nicolas-du-Tertre |
| Saint-Congard          | Saint-Martin-sur-Oust | Les Fougerets           |
| Saint-Gravé            | Peillac               |                         |

### Paysage et relief
| - Carte topographique de la commune de Saint-Martin-sur-Oust. |

### Hydrographie
Pour un article plus général, voir Réseau hydrographique du Morbihan.
La commune est située dans le bassin Loire-Bretagne. Elle est drainée par le canal de Nantes à Brest, l'Oust et divers autres petits cours d'eau,.
Le canal de Nantes à Brest est un canal, chenal et un estuaire et un cours d'eau naturel navigable sur une grande partie de son cours, d'une longueur de 364 km, prend sa source dans la commune de Nort-sur-Erdre et se jette  dans la Loire à Nantes. 
L'Oust, d'une longueur de 145 km, prend sa source dans la commune de La Harmoye et se jette  dans la Vilaine à Rieux, après avoir traversé 46 communes. 

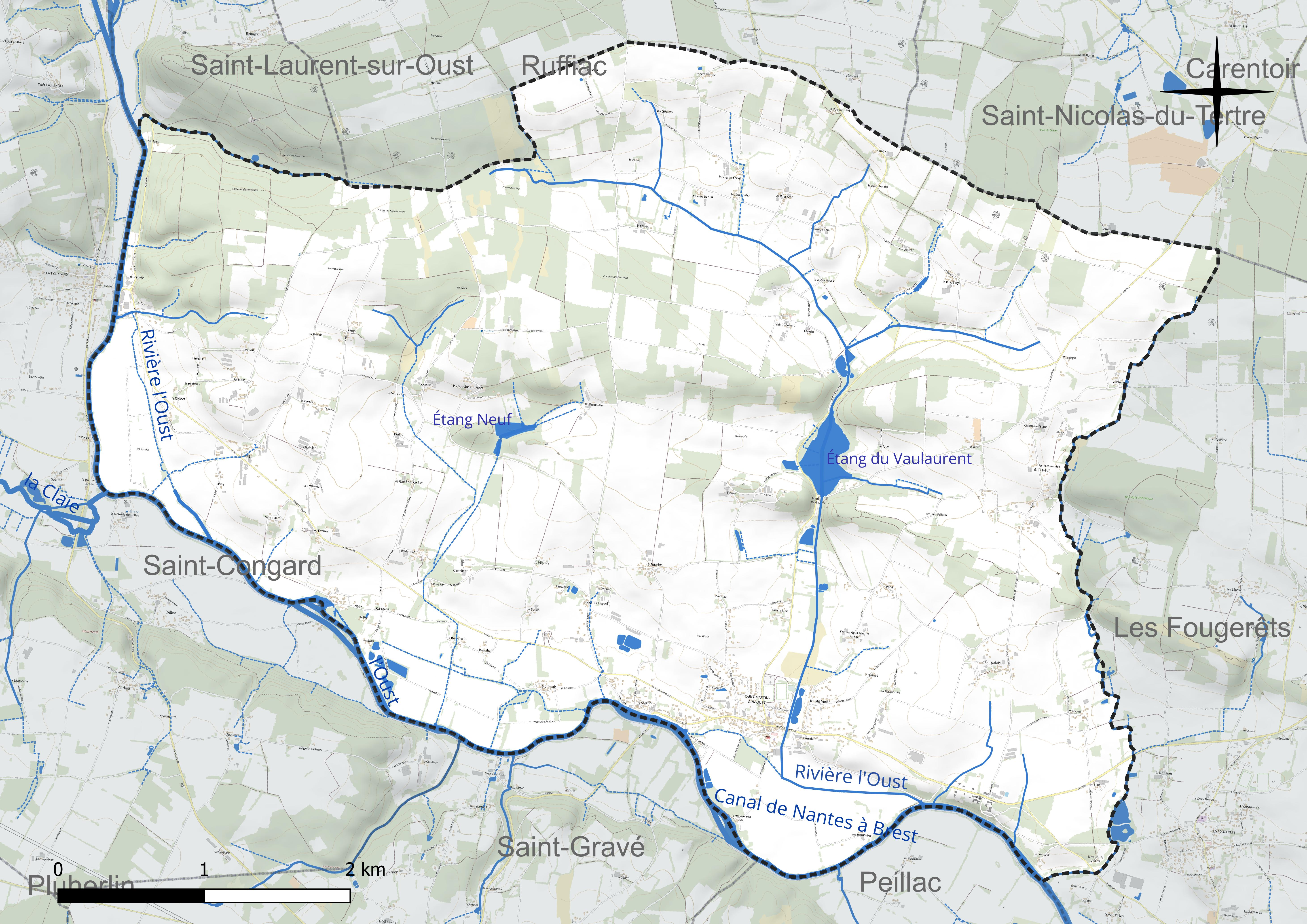
Réseau hydrographique de Saint-Martin-sur-Oust.

Deux plans d'eau complètent le réseau hydrographique : l'étang du Vaulaurent (11,06 ha) et l'étang Neuf (2,05 ha),.

### Climat
Pour des articles plus généraux, voir Climat de la Bretagne et Climat du Morbihan.
En 2010, le climat de la commune est de type climat océanique franc, selon une étude du CNRS s'appuyant sur une série de données couvrant la période 1971-2000. En 2020, Météo-France publie une typologie des climats de la France métropolitaine dans laquelle la commune est exposée à un climat océanique et est dans la région climatique  Bretagne orientale et méridionale, Pays nantais, Vendée, caractérisée par une faible pluviométrie en été et une bonne insolation. Parallèlement l'observatoire de l'environnement en Bretagne publie en 2020 un zonage climatique de la région Bretagne, s'appuyant sur des données de Météo-France de 2009. La commune est, selon ce zonage, dans la zone « Intérieur Est  », avec des hivers frais, des étés chauds et des pluies modérées.  
Pour la période 1971-2000, la température annuelle moyenne est de 11,6 °C, avec une amplitude thermique annuelle de 12,8 °C. Le cumul annuel moyen de précipitations est de 869 mm, avec 12,6 jours de précipitations en janvier et 6,4 jours en juillet. Pour la période 1991-2020, la température moyenne annuelle observée sur la station météorologique la plus proche, située sur la commune de Saint-Jacut-les-Pins à 7 km à vol d'oiseau, est de 12,4 °C et le cumul annuel moyen de précipitations est de 947,8 mm,. Pour l'avenir, les paramètres climatiques de la commune estimés pour 2050 selon différents scénarios d’émission de gaz à effet de serre sont consultables sur un site dédié publié par Météo-France en novembre 2022.

## Urbanisme

### Typologie
Au 1er janvier 2024, Saint-Martin-sur-Oust est catégorisée commune rurale à habitat dispersé, selon la nouvelle grille communale de densité à sept niveaux définie par l'Insee en 2022.
Elle est située hors unité urbaine et hors attraction des villes,.

### Occupation des sols
L'occupation des sols de la commune, telle qu'elle ressort de la base de données européenne d’occupation biophysique des sols Corine Land Cover (CLC), est marquée par l'importance des territoires agricoles (80 % en 2018), une proportion sensiblement équivalente à celle de 1990 (79,9 %). La répartition détaillée en 2018 est la suivante : 
zones agricoles hétérogènes (39,9 %), terres arables (34,9 %), forêts (16,6 %), prairies (5,2 %), zones urbanisées (3,4 %). L'évolution de l’occupation des sols de la commune et de ses infrastructures peut être observée sur les différentes représentations cartographiques du territoire : la carte de Cassini (XVIIIe siècle), la carte d'état-major (1820-1866) et les cartes ou photos aériennes de l'IGN pour la période actuelle (1950 à aujourd'hui).

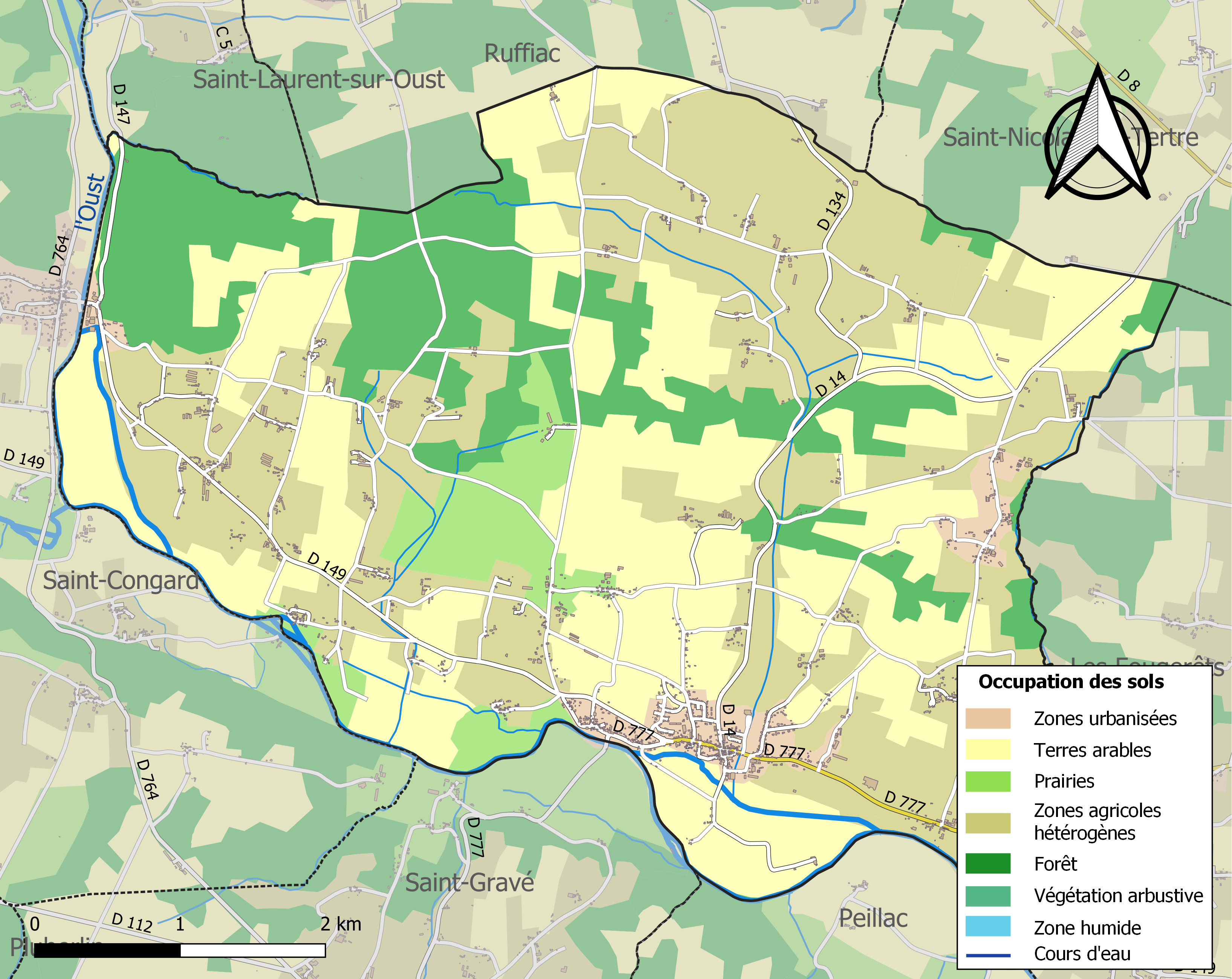
Carte des infrastructures et de l'occupation des sols de la commune en 2018 (CLC).

## Toponymie
Saint-Martin-sur-Oust dérive du nom de l'Oust, cours d'eau emprunté par Saint Martin de Tours.
Le nom de la commune est Saent-Martein-sur-Out en gallo et Sant-Varzhin-an-Oud en breton.

## Histoire

### LeXIXesiècle
En mars 1874 des habitants de Limerzel, Saint-Martin, Saint-Nicolas-du-Tertre et de Tréal, demandent le rétablissement, dans le plus bref délai, de la royauté en la personne d'Henri V, héritier légitime de la couronne de France.

### LeXXesiècle

#### La Belle Époque
À la suite des manifestations qui ont eu lieu notamment à Carentoir et Quelneuc, le préfet du Morbihan a donné l'ordre de suspendre les inventaires des biens d'église dans les paroisses de La Chapelle-Gaceline, Cournon, Peillac, Les Fougerets, Saint-Martin-sur-Oust, Tréal « où les populations sont dans une surexcitation dont on n'a pas idée. La préfecture était, dit-on, terrifiée ».

## Politique et administration
| Période                                  | Période     | Identité           | Étiquette | Qualité             |
| ---------------------------------------- | ----------- | ------------------ | --------- | ------------------- |
| 2001                                     | 26 mai 2020 | Jean-Luc Madouasse | SE        | Employé de banque   |
| 26 mai 2020                              | En cours    | Marion Le Pogam    |           | Cadre administratif |
| Les données manquantes sont à compléter. |             |                    |           |                     |

## Démographie
L'évolution du nombre d'habitants est connue à travers les recensements de la population effectués dans la commune depuis 1793. Pour les communes de moins de 10 000 habitants, une enquête de recensement portant sur toute la population est réalisée tous les cinq ans, les populations de référence des années intermédiaires étant quant à elles estimées par interpolation ou extrapolation. Pour la commune, le premier recensement exhaustif entrant dans le cadre du nouveau dispositif a été réalisé en 2008.

En 2022, la commune comptait 1 305 habitants, en évolution de −1,06 % par rapport à 2016 (Morbihan : +3,82 %, France hors Mayotte : +2,11 %).
| 1793  | 1800  | 1806  | 1821  | 1831  | 1836  | 1841  | 1846  | 1851  |
| ----- | ----- | ----- | ----- | ----- | ----- | ----- | ----- | ----- |
| 1 412 | 1 410 | 1 446 | 1 359 | 1 389 | 1 401 | 1 428 | 1 424 | 1 470 |

| 1856  | 1861  | 1866  | 1872  | 1876  | 1881  | 1886  | 1891  | 1896  |
| ----- | ----- | ----- | ----- | ----- | ----- | ----- | ----- | ----- |
| 1 414 | 1 401 | 1 477 | 1 471 | 1 503 | 1 485 | 1 482 | 1 600 | 1 662 |

| 1901  | 1906  | 1911  | 1921  | 1926  | 1931  | 1936  | 1946  | 1954  |
| ----- | ----- | ----- | ----- | ----- | ----- | ----- | ----- | ----- |
| 1 718 | 1 760 | 1 800 | 1 672 | 1 662 | 1 585 | 1 576 | 1 633 | 1 408 |

| 1962  | 1968  | 1975  | 1982  | 1990  | 1999  | 2006  | 2008  | 2013  |
| ----- | ----- | ----- | ----- | ----- | ----- | ----- | ----- | ----- |
| 1 312 | 1 255 | 1 262 | 1 344 | 1 323 | 1 281 | 1 268 | 1 264 | 1 328 |

| 2018  | 2022  | - | - | - | - | - | - | - |
| ----- | ----- | - | - | - | - | - | - | - |
| 1 292 | 1 305 | - | - | - | - | - | - | - |

## Culture et patrimoine

### Langue
Comme pour beaucoup de communes de Haute-Bretagne, la langue vernaculaire est en net recul au profit du français. Néanmoins, Saint-Martin compte encore de nombreuses personnes dont le gallo (brito-roman) est la langue d'usage.
Saint-Martin-sur-Oust est référencée au point 32 de l'Atlas Linguistique et ethnographique de Bretagne Romane d'Anjou et du Maine. Travail de Jean-Paul Chauveau et de Gabriel Guillaume. Ce dernier, originaire de Saint-Martin, a également écrit un glossaire du vocabulaire de sa commune natale ainsi que quelques poèmes.
En 2008, Chubri, une association pour l'étude du gallo, a réalisé une étude sur les noms de lieux et de famille en gallo de la commune.

### Lieux et monuments

#### Église Saint-Martin
XVe - XIXe siècle.

#### Porte et bénitier de l'église
Vers XVe siècle.

#### Retable et tabernacle
Sans doute du maître sculpteur François Ropert vers 1725. Ledit François Ropert se marie d'ailleurs à Saint-Martin-sur-Oust avec mademoiselle Roulette Morin, alors qu'il y effectuait ces travaux.

#### Chapelle de Saint-Mathurin
Dite, en son temps, Saint-Mathurin-des-Garais. Sur ses linteaux de portes, on peut lire deux dates : 1602 et 1681. Ceci témoigne déjà de plusieurs aménagements. Les archives de l'état civil y font état de mariages vers 1580... Son retable vient d'être restauré en 2007. Ce site de Saint-Mathurin, qui surplombe la vallée de l'Oust, est occupé depuis des temps très lointains. Aux alentours, la présence de tuiles romaines et autres vestiges anciens en témoigne.

#### Chapelle de Saint-Léonard
Son fronton arbore une date : 1651. L'existence d'une chapelle de Saint-Léonard, en ce secteur, est avérée depuis 1155. Il s'agissait alors d'une petite colonie fondée par un monastère de femmes, l’abbaye Saint-Sulpice de Rennes. La maison principale, était sise en « la forêt du nid de merle » près de cette ville. Les moniales furent probablement envoyées à Saint-Martin par l’abbesse Marie de Blois, fille du roi Etienne. En 1151, le pape Eugène III cite comme seul bien de ladite abbaye, sur le diocèse de Vannes, le prieuré de Locmaria en Plumelec. En 1161, Alexandre III y ajoute l’église de Priziac en Molac et « l’église de Saint-Léonard avec ses dépendances ». Le nord de la paroisse de Saint-Martin était alors une immense forêt. Longtemps, le village de Saint-Léonard s'est d'ailleurs nommé « Saint Léonard-de-la-Vieille-Forêt ». Cette forêt s'étendait de la Rouérie en Les Fougerêts, jusqu'à la « borne des trois Barons, lieu de jonction des terres des De Rieux, De Malestroit et De Couëtion, près de Beaumont-en-Saint-Laurent.

#### Château de Castellan
Une terre de ce nom existe depuis le XIVe siècle sur le territoire de la paroisse.

#### Croix événementielles ou de carrefour
On en compte encore près d'une cinquantaine sur la commune. Leurs styles sont très variés. Certaines datent du XVIe. L'une d'entre elles est classée monument historique en 1921. Il s'agit de la croix des Friches, proche de la chapelle Saint-Mathurin.

#### Barrage de La Née
Sur le canal de Nantes à Brest (Oust canalisée).

#### Le Guélin
En 1468, le Guélin, village situé sur les bords de la rivière d'Aoust (Oust) est signalé comme étant un passage fréquenté. Il est situé entre Saint-Martin et Saint-Gravé. De cet endroit, un chemin mène à Rochefort-en-Terre. En 1531, le site s'appelle, le Port du Gueslin. Il est dit qu'un grand chemin mène de ce port à Peillac. De toute évidence, un certain trafic a toujours existé dans ce secteur. Plus tard, vers 1740, les déclarations d'imposition du « Vingtième » (impôt sur les biens) démontrent, à cet endroit de la rivière « d'Aoust », l'existence d'un gué en période sèche. Prétextant un flot mal régulé au fil des saisons, Guillaume Breton, alors « passager de l'Oust » (autrement dit passeur en bateau de l'endroit) demande à l'administration fiscale une déduction sur cet impôt. Il arguë du fait qu'il ne peut exercer régulièrement son métier que 4 mois de l'année, lors de deux périodes transitoires : printemps et automne. Il décrit par ailleurs un fort courant l'hiver et un passage guéable l'été.

## Personnalités liées à la commune
| Maires de Saint-Martin-sur-Oust                                                              | Début de mandat      | Fin de mandat                                                       |  |
| -------------------------------------------------------------------------------------------- | -------------------- | ------------------------------------------------------------------- |  |
| Louis Chevalier, du Bourg                                                                    | du 1er janvier 1793  | au 12 germinal an VI                                                |  |
| Julien Martin, du Bourg, ayant le titre d'agent municipal jusqu'au 4 prairial an VIII - 1799 | du 12 germinal an VI | au 8 juillet 1813                                                   |  |
| Mathurin Bouvier, du Val                                                                     | du 8 juillet 1813    | au 8 octobre 1825                                                   |  |
| Augustin Borel de Bottemont, du château de Castellan, chevalier de la légion d'honneur       | du 8 octobre 1825    | à 1832                                                              |  |
| Louis Chevalier, du Bourg, fils du 1er maire                                                 | de 1832              | à 1837                                                              |  |
| Pierre Vendogre, du Guélin, originaire d'Ytrac Cantal. Chaudronnier migrant.                 | de 1837              | à 1848                                                              |  |
| Louis Guy Chevalier, du Bourg, petit-fils du 1er maire                                       | de 1848              | à 1864                                                              |  |
| Jacques Marie Cheval, du Guélin                                                              | de 1864              | à 1890, année de son décès. Gendre de Pierre Vendogre, ancien maire |  |
| Auguste De La Ruée, château de Castellan                                                     | du 14 septembre 1890 | au 17 mai 1904                                                      |  |
| Louis De Boussineau, château de La Luardaye                                                  | de 1904              | à juin 1936                                                         |  |
| Louis Guillaume, de Grossenée                                                                | de juin 1935         | à 1941, démissionnaire pour cause santé                             |  |
| Jean Marie Provost, Bourg, Chevalier de la Légion d'honneur                                  | du 15 juin 1941      | à juillet 1960, démission                                           |  |
| Emile Rollo, Les Gaudines de Bas                                                             | de juillet 1960      | à mars 1965                                                         |  |
| Marcel Rubeaux, de La Croix Piguel                                                           | de mars 1965         | mars 1983                                                           |  |
| Charles Possémé, du Bourg                                                                    | de mars 1983         | à mars 2001                                                         |  |
| Jean Luc Madouasse, du Guélin                                                                | de mars 2001         | à ce jour ; réélu en 2008                                           |  |